# Ethel Skeat
Ethel Gertrude Skeat (* 14. Mai 1865 in Vereinigtes Königreich; † 26. Januar 1939 in Meldreth, England) war eine britische Geologin, Paläontologin und Hochschullehrerin. Sie wurde 1908 mit dem Murchison Fund der Geological Society of London ausgezeichnet. Sie wurde für ihre Arbeiten zu Gletscherablagerungen in Dänemark und zu Gesteinen des unteren Paläozoikums in Wales bekannt.

## Leben und Werk
Skeat war die dritte Tochter des Philologen William Walter Skeat und Bertha Clara Bluck Skeat. Sie besuchte von 1877 bis 1885 eine katholische Mädchenschule in Cambridge, das Bateman House, und ein Jahr lang ein Internat in St. Leonard’s on Sea. 1891 studierte sie zur gleichen Zeit mit Gertrude Elles und Ethel Wood am Newnham College der University of Cambridge. 1894 wurde sie Arthur Hugh Clough Scholar und schloss Teil 1 des Tripos ab, erhielt jedoch keinen Abschluss. Da die University of Oxford und die University of Cambridge keine Abschlüsse an Frauen verliehen, wurde ihr erst 1905 dank einer Vereinbarung zwischen den Universitäten Cambridge und Oxford und dem Trinity College Dublin als einer der sogenannten Steamboat Ladies ein Doktortitel vom Trinity College Dublin verliehen.
1895 erhielt sie das Bathurst-Stipendium, um von 1895 bis 1897 bei dem deutschen Geologen Karl Alfred von Zittel in München zu studieren. Sie war die erste Frau, die auf Antrag von Zittel als Gast zu wissenschaftlichen Vorlesungen an der Universität München zugelassen wurde. Man vermutet, dass sie während ihrer Zeit dort die Geologin Maria Ogilvie kennenlernte, die 1900 an der Universität München promovierte.

## Forschung in England und Dänemark
Skeat und Margaret Crosfield arbeiteten in den 1890er Jahren gemeinsam in Cambridge bei den Geologen Thomas McKenny Hughes und John Edward Marr. 1893 trat Skeat in die Geologists’ Association (GA) ein. Sie arbeitete mit Crossfield über walisische Stratigraphie in der Gegend von Carmarthen. Einige ihrer Arbeiten wurden in Zusammenarbeit mit Crossfield verfasst und im Quarterly Journal der Geological Society veröffentlicht.
Sie führte auch paläontologische Arbeiten in Dänemark durch, die zu einer umfangreichen gemeinsamen Veröffentlichung mit dem dänischen Geologen Victor Madsen vom Danish Geological Survey führten. Später interessierte sie sich für physische und soziale Geographie und veröffentlichte zwei Monographien. 1923 veröffentlichte sie Principles of Geography: Physical and Human, das zum wichtigsten Nachschlagewerk dieser Zeit wurde. Darüber hinaus veröffentlichte sie 1932 ein Buch über den Baltikumraum, das auf ihren früheren Studien dort basierte.

## Lehrtätigkeit und geologische Forschung
1898 wurde sie Schulleiterin in Glamorgan in Wales und wechselte 1904 an die Queen’s School in Chester, wo sie Botanik, Geologie, Naturkunde, Geographie, Chemie und Zoologie unterrichtete. Während ihrer Zeit in Chester forschte sie zusammen mit Crosfield über die Geologie der Clwydian Range in Nordwales. Sie setzte ihre Forschung während ihrer Lehrtätigkeit fort und erhielt 1908 den Murchison Fund der Geological Society zur Unterstützung ihrer Arbeit und war damit die achte Frau, die eine Förderung von der Geological Society erhielt.
1910 heiratete sie den Paläontologen Henry Woods und zog von Chester nach Cambridge zurück, um 1911 Dozentin am Cambridge Training College for Women der University of Cambridge zu werden. Im Ersten Weltkrieg verschaffte ihr ihre Erfahrung mit der deutschen und skandinavischen Sprache eine Anstellung in der Postzensurabteilung. Nach dem Ersten Weltkrieg kehrte sie als Kanzlerin und Ehrensekretärin an das Cambridge Training College for Women zurück, wo sie dann von 1919 bis 1937 arbeitete.
Sie starb am 26. Januar 1939 in Meldreth und wurde auf dem Ascension Parish Burial Ground in Cambridge begraben.

## Auszeichnungen und Ehrungen
- 1908: Murchison Fund[3]
- 1919: Fellow of the Geological Society of London

## Veröffentlichungen
- Baltic region: a study in physical and human geography. E.P. Dutton & Co, 1932
- The principles of geography, physical & human. 1923.
- The Baltic region: a study in physical and human geography. E.P. Dutton & Co, 1932.
- The principles of geography, physical and human. 1923.
- The Jurassic Rocks of East Greenland. Proceedings of the Geologists’ Association, Volume 18, Issue 7, 1904, S. 336–350. doi:10.1016/S0016-7878(04)80038-5.
- Ethel Gertrude Skeat Woods: On Jurassic, Neocomian and Gault Boulders Found in Denmark, Part 1. Legare Street Pr, 2022, ISBN 978-1-01-658150-9.